# Pavel od Kříže
Svatý Pavel od Kříže (* 3. ledna 1694, Ovada, Itálie – 18. října 1775, Řím, Itálie) byl italský mystik a zakladatel kongregace passionistů. Je považován za jednoho z největších katolických mystiků 18. století.

## Život
Sv. Pavel od Kříže, původně Paolo Francesco Danei, se narodil 3. ledna 1694 v Ovadě, severoitalském městě nacházejícím se mezi Turínem a Janovem. Jeho bratrem byl ctihodný Giovanni Battista Danei.
Pocházel z bohaté kupecké rodiny, v devatenácti letech zažil své soukromé povolání k životu zasvěcenému modlitbě. Do té doby vedl obyčejný pobožný život. Raná četba Pojednání o lásce k Bohu (Theotimus) svatého Františka Saleského a duchovní vedení jednoho kapucínského kněze ho přivedly k přesvědčení o prvenství lásky a současné nutnosti zbavit se vlastních představ Boha. Po celý svůj život byl sv. Pavel od Kříže přesvědčen o tom, že Boha může nejsnáze naleznout v utrpení Ježíše Krista, jež považoval za nejpodmanivější znamení Boží lásky a zároveň jako cestu pro sjednocení s Bohem. Svůj život věnoval tomu, aby toto poselství šířil a založil společenství, jehož členové mají sloužit témuž poslání.